# Liliana Abud
Liliana Abud – meksykańska aktorka, zagrała role w licznych telenowelach. Jest także scenarzystą telenowel.
Abud zagrała wraz z Raquel Rodriguezem główne role w programie edukacyjnym Destinos.
Jej bratanica Farah Abud także jest aktorką.

## Kariera aktorska

### Filmy
- Íntimo terror (1992)
- Vieja moralidad (1988) jako Benedicta
- La dama o el león (1986)
- La doncella sabia (1986)
- El gato con botas (1986)
- Hanzel y Gretel (1986)
- El niño que quiso temblar (1986)
- Rapunsell (1986)
- El Rey Midas (1986)
- El ruiseñor chino (1986)

### Telenowele
- Mi segunda madre (1989) jako Raquel
- Rosa salvaje (1987) jako Cándida
- Herencia maldita (1986) jako Clara Velarde
- Tú o nadie (1985) jako Camila
- Un solo corazón (1983) jako Maria
- Gabriel y Gabriela (1982)
- Limosna de amor, Una (1981) jako Daniela
- Colorina (1980) jako Alba
- La divina Sarah (1980) jako Lysiana
- Espejismo (1980)
- Amor prohibido (1979) jako Silvia
- Cartas para una victima (1978)
- Gotita de gente (1978)

### Pokazy telewizyjne
- Destinos (1992) jako Raquel Rodríguez

## Kariera scenarzystki

### Filmy do których napisała scenariusze
- Barrera de amor (2005)
- La esposa virgen (2005)
- Piel de otoño (2004)
- La otra (2002)
- Los parientes pobres (1993)
- Amor en silencio (1987)
- Cicatrices del alma (1986)